# Alejandro Pérez Navarro
Alejandro Pérez Navarro, detto Álex (Madrid, 11 agosto 1991), è un ex calciatore spagnolo, di ruolo difensore.

## Caratteristiche tecniche
È un difensore centrale.

## Carriera

### Club
Ccresciuto nelle giovanili del Getafe, ha esordito in prima squadra il 27 ottobre 2010 in un match di Coppa del Re pareggiato 1-1 contro il Portugalete.

## Statistiche

### Presenze e reti nei club
Statistiche aggiornate al 16 gennaio 2018.
| Stagione              | Squadra               | Campionato            | Campionato | Campionato | Coppe nazionali | Coppe nazionali | Coppe nazionali | Coppe continentali | Coppe continentali | Coppe continentali | Altre coppe | Altre coppe | Altre coppe | Totale | Totale | Totale |
| Stagione              | Squadra               | Comp                  | Pres       | Reti       | Comp            | Pres            | Reti            | Comp               | Pres               | Reti               | Comp        | Pres        | Reti        | Pres   | Reti   |        |
| --------------------- | --------------------- | --------------------- | ---------- | ---------- | --------------- | --------------- | --------------- | ------------------ | ------------------ | ------------------ | ----------- | ----------- | ----------- | ------ | ------ | ------ |
| 2010-2011             | Getafe                | PD                    | 0          | 0          | CR              | 1               | 0               | UEL                | 1                  | 0                  |             | -           | -           | 2      | 0      |        |
| 2011-2012             | Getafe                | PD                    | 2          | 0          | CR              | 1               | 0               |                    | -                  | -                  |             | -           | -           | 3      | 0      |        |
| 2012-2013             | Huesca                | SD                    | 12         | 0          | CR              | 1               | 0               |                    | -                  | -                  |             | -           | -           | 13     | 0      |        |
| 2013-gen. 2014        | Levski Sofia          | A-PFG                 | 13         | 0          | CB              | 2               | 0               |                    | -                  | -                  |             | -           | -           | 15     | 0      |        |
| gen.-giu. 2014        | Recreativo Huelva     | SD                    | 3          | 0          | CR              | 0               | 0               |                    | -                  | -                  |             | -           | -           | 3      | 0      |        |
| 2014-2015             | Getafe                | PD                    | 0          | 0          | CR              | 0               | 0               |                    | -                  | -                  |             | -           | -           | 0      | 0      |        |
| Totale Getafe         | Totale Getafe         | Totale Getafe         | 2          | 0          |                 | 1               | 0               |                    | 1                  | 0                  |             | -           | -           | 4      | 0      |        |
| 2015                  | North Carolina FC     | NASL                  | 5          | 1          | USCup           | 0               | 0               |                    | -                  | -                  |             | -           | -           | 5      | 1      |        |
| 2016                  | North Carolina FC     | NASL                  | 10         | 1          | USCup           | 2               | 0               |                    | -                  | -                  |             | -           | -           | 12     | 1      |        |
| Totale North Carolina | Totale North Carolina | Totale North Carolina | 15         | 2          |                 | 2               | 0               |                    | -                  | -                  |             | -           | -           | 17     | 2      |        |
| 2016-2017             | Real Valladolid       | SD                    | 35         | 1          | CR              | 4               | 0               |                    | -                  | -                  |             | -           | -           | 39     | 1      |        |
| 2017-2018             | Sporting Gijón        | SD                    | 21         | 1          | CR              | 1               | 0               |                    | -                  | -                  |             | -           | -           | 22     | 1      |        |
| Totale Carriera       | Totale Carriera       | Totale Carriera       | 101        | 4          |                 | 12              | 0               |                    | 1                  | 0                  |             | -           | -           | 114    | 4      |        |

## Palmarès

### Club

#### Competizioni nazionali
- Campionato tedesco di seconda divisione: 1

Arminia Bielefeld: 2019-2020